# Andreas Ignatius Schaepman
Andreas Ignatius Schaepman (Zwolle, 4 septembre 1815 - Utrecht, 19 septembre 1882) est un ecclésiastique néerlandais, archevêque d'Utrecht de 1868 à 1882, directeur du grand séminaire de Rijsenburg et fondateur des frères de Notre-Dame du Sacré-Cœur.

## Biographie
Il fait ses études primaires à Oldenzaal et termine ses études supérieures au séminaire de 's-Heerenberg, il est ordonné prêtre le 10 mars 1838 à Oegstgeest. D'abord aumônier dans sa ville natale, il est nommé curé d'Ommerschans (hameau de Ommen) cinq ans plus tard. En 1846 il s'installe à Assen où il reste huit ans puis curé à Zwolle .
Schaepman devient en 1857 le premier directeur du séminaire de Rijsenburg. Le 13 juillet 1860, il est nommé évêque auxiliaire et évêque titulaire d'Hesbon (de) et ordonné évêque le 26 août 1860 à Rijsenburg par Mgr Franciscus Jacobus van Vree (nl), évêque de Haarlem puis le 19 décembre 1862, coadjuteur de 
Mgr Zwijsen, évêque d'Utrecht. Après la démission de Mgr Joannes Zwijsen en 1868, il est nommé le 4 février 1868 au siège métropolitain et devint ainsi le second archevêque de l'Archidiocèse d'Utrecht, après le rétablissement de la hiérarchie épiscopale aux Pays-Bas.
Comme archevêque, Schaepman fait campagne pour l'émancipation du catholicisme aux Pays-Bas. Il soutient la création d'écoles catholiques et fonde le 13 août 1873 à Utrecht les Frères de Notre-Dame du Sacré-Cœur dans ce même but. Il promeut l'art religieux, la musique et l'histoire, même avant sa nomination comme archevêque, il organise la restauration de la cathédrale Sainte-Catherine d'Utrecht dans le style néo-gothique, il le fait en lien avec Gerard van Heukelum (1834-1910), fondateur de la Guilde de Saint-Bernold (nl) dont le but est de promouvoir l'art religieux. Schaepman et Van Heukelum constituent la base de ce qui est aujourd'hui le Musée du couvent Sainte-Catherine à Utrecht. Schaepman participe en partie au concile Vatican I.